# Fibules anglo-saxonnes

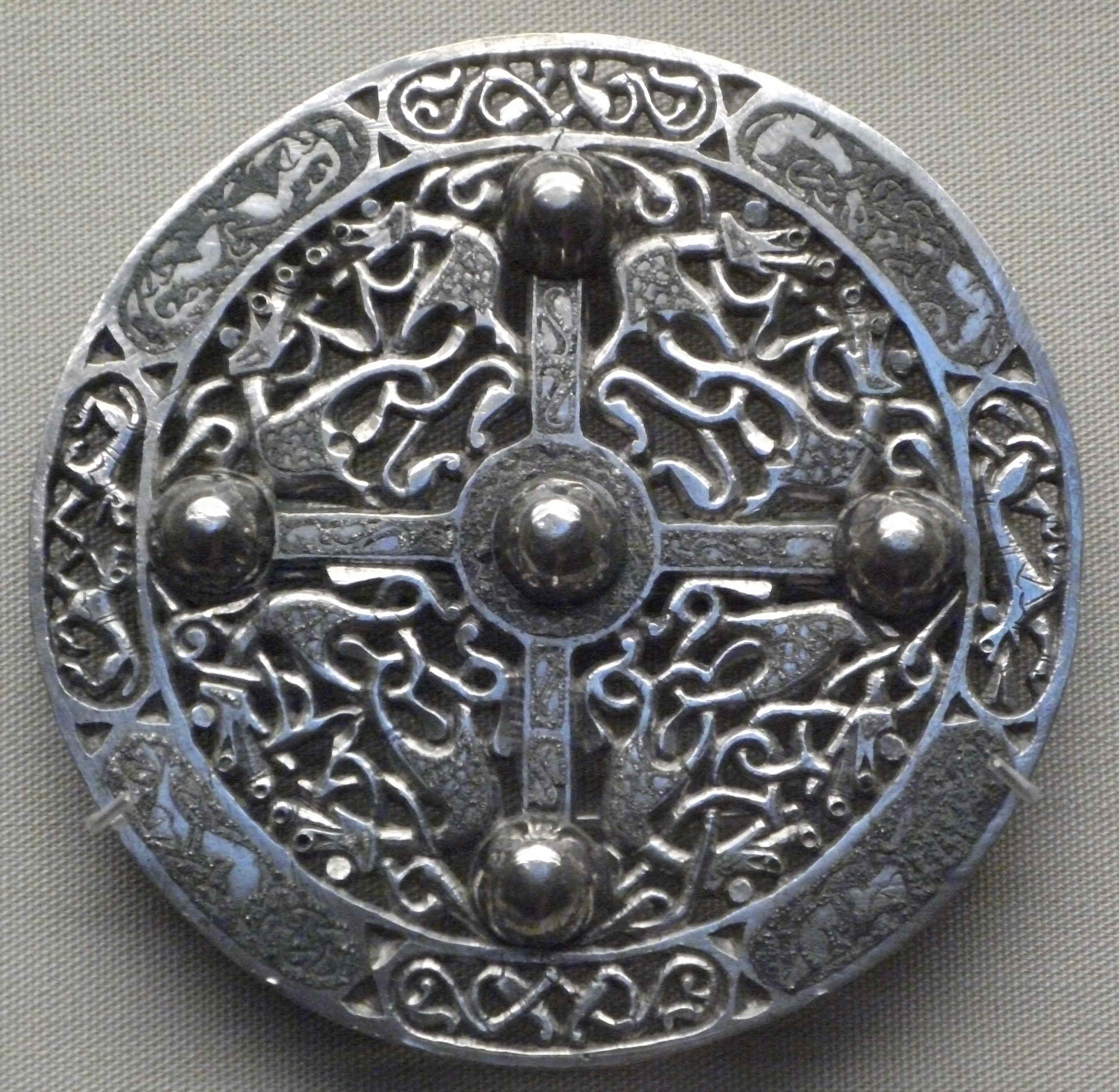
Une broche du.

Les fibules ou broches anglo-saxonnes sont les fibules en usage en Angleterre entre les Ve et XIe siècles, durant la période anglo-saxonne de l'histoire de ce pays. Il en existe de nombreuses variétés de taille et de forme diverses qui se composent le plus souvent d'un corps, d'une aiguille et d'un ressort.
Même s'il s'agit d'objets d'art, leur fonction est utilitaire avant d'être décorative : elles servent à attacher ensemble deux morceaux de tissu d'un habit. Elles sont principalement utilisées par les femmes, mais pas exclusivement.
Les fibules du début de la période anglo-saxonne ressemblent à celles utilisées en Europe continentale à la même époque. Des fibules circulaires sont attestées dans le Kent à partir du milieu du Ve siècle. Elles évoluent progressivement avec l'apparition de styles uniques à l'Angleterre, comme les fibules circulaires incrustées de joyaux ou carrées qui apparaissent au VIe siècle, toujours dans le Kent.
L'usage des fibules décline au VIIe siècle. Il connaît un regain de popularité au VIIIe siècle qui ne se dément pas jusqu'à la fin de la période anglo-saxonne. Durant cette période, ce sont les fibules en forme de disque qui sont les plus courantes.
Les broches anglo-saxonnes les plus connues sont la broche Fuller, la broche Strickland, la broche d'Ædwen, la broche de Kingston (en) et les six broches du trésor de Pentney (en).